# Fachanwalt für Insolvenzrecht
Bei dem Titel eines Fachanwalts für Insolvenzrecht handelt es sich um eine Fachanwaltsbezeichnung des deutschen Berufsrechts der Rechtsanwälte.
Die Bezeichnung Fachanwalt für Insolvenzrecht wurde durch die 1. Satzungsversammlung der Bundesrechtsanwaltskammer auf ihrer 7. Plenarsitzung vom 21. und 22. März 1999 eingeführt, nachdem die Schaffung eines solchen Titels bereits auf der 6. Plenarsitzung am 5. und 6. November 1998 beschlossen worden war.

## Rechtsgebiete der Ausbildung
Inhaltlich wird der Titel durch die in § 14 der Fachanwaltsordnung (FAO) genannten Rechtsgebiete, bezüglich derer der den Fachanwaltstitel führende Rechtsanwalt besondere Kenntnisse nachweisen muss, definiert. Es sind dies im Einzelnen:
- 1. Materielles Insolvenzrecht
  - a) Insolvenzgründe und Wirkungen des Insolvenzantrags
  - b) Wirkungen der Verfahrenseröffnung
  - c) Das Amt des vorläufigen Insolvenzverwalters oder des Insolvenzverwalters
  - d) Sicherung und Verwaltung der Masse
  - e) Aussonderung, Absonderung und Aufrechnung im Insolvenzverfahren
  - f) Abwicklung der Vertragsverhältnisse
  - g) Insolvenzgläubiger
  - h) Insolvenzanfechtung
  - i) Arbeits- und Sozialrecht in der Insolvenz
  - j) Steuerrecht in der Insolvenz
  - k) Gesellschaftsrecht in der Insolvenz
  - l) Insolvenzstrafrecht
  - m) Grundzüge des internationalen Insolvenzrechts
- 2. Insolvenzverfahrensrecht
  - a) Insolvenzeröffnungsverfahren
  - b) Regelverfahren
  - c) Planverfahren
  - d) Verbraucherinsolvenz
  - e) Restschuldbefreiungsverfahren
  - f) Sonderinsolvenzen
- 3. Betriebswirtschaftliche Grundlagen
  - a) Buchführung, Bilanzierung und Bilanzanalyse
  - b) Rechnungslegung in der Insolvenz
  - c) Betriebswirtschaftliche Fragen des Insolvenzplans (Sanierung), der übertragenden Sanierung, der Liquidation.

Weiter erforderlich ist zum Erwerb des Titels eines Fachanwalts für Insolvenzrecht, wie bei allen Fachanwaltstiteln, der Nachweis besonderer praktischer Erfahrungen. Hier fordert § 5 S. 1 lit. g FAO den Nachweis folgender Tätigkeiten:
- 1. Mindestens 5 eröffnete Verfahren aus dem ersten bis sechsten Teil der InsO als Insolvenzverwalter; in zwei Verfahren muss der Schuldner bei Eröffnung mehr als fünf Arbeitnehmer beschäftigen;

- 2. 60 Fälle aus mindestens sieben der in § 14 Nr. 1 und 2 bestimmten Bereiche.
- 3. Die in Nr. 1 bezeichneten Verfahren können wie folgt ersetzt werden:
  - a) Jedes Verfahren mit mehr als fünf Arbeitnehmern durch sechs Verfahren als Sachwalter nach § 270 InsO, als vorläufiger Insolvenzverwalter, als vorläufiger Sachwalter gemäß §§ 270a und 270b InsO, als Sanierungsgeschäftsführer oder als Vertreter des Schuldners im Unternehmensinsolvenzverfahren oder im Verbraucherinsolvenzverfahren.
  - b) Jedes andere Verfahren durch zwei der in Buchstabe a) genannten Verfahren.
- 4. Außerdem sind für jedes zu ersetzende Verfahren weitere acht Fälle aus den in § 14 Nr. 1 und 2 bestimmten Bereichen nachzuweisen.

Verwalter in Konkurs-, Gesamtvollstreckungs- und Vergleichsverfahren stehen dem
Insolvenzverwalter gleich.

## Statistik
Zum 1. Januar 2024 sind 1.787 Fachanwälte für Insolvenzrecht in Deutschland zugelassen.